# Kerkepäörtje
Het Kerkepäörtje is een steeg in de Nederlandse plaats Venlo.

## Locatie
De steeg loopt zuidelijk langs de Sint-Martinusbasiliek. Hij voert van de Grote Kerkstraat in zuidoostelijke richting naar de Prinses Beatrixstraat.

## Monumenten
Tegenwoordig verschaft de steeg toegang tot de Rosariumbuurt. Er liggen vier woningen uit 1900 die van de parochie van de Martinuskerk waren. Tussen 2010 en 2013 zijn deze woningen opgeknapt en er zijn stadswoningen van gemaakt. De woningen zijn rijksmonumenten en zijn geadresseerd op Grote Kerkstraat. Sinds 2013 wordt het Kerkepäörtje door de gemeente in officiële stukken genoemd.

## Varia
- Zuidelijk van het Kerkepäörtje staat tussen de tuinen van de woningen een muur waarvan delen uit de 15e eeuw stammen. De muur is een restant van de Lohofmolen die hier heeft gestaan.[2]
- Er werd gesproken van `t duuster kerkepäörtje (het duistere kerkpoortje). In 1990 heeft Hay Crompvoets er een liedje over gezongen.[3]

## Fotogalerij

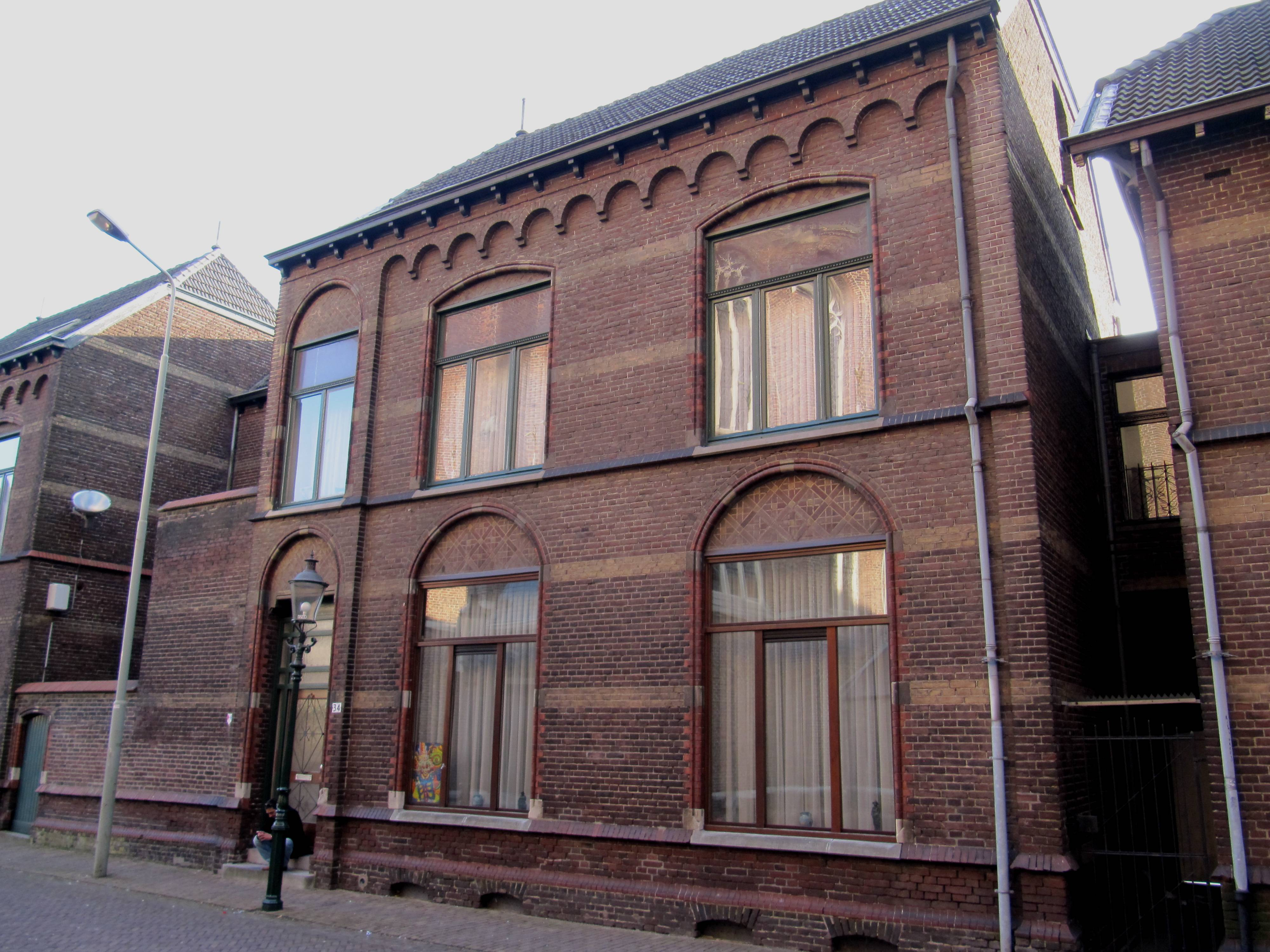
Voormalige Kapelanie
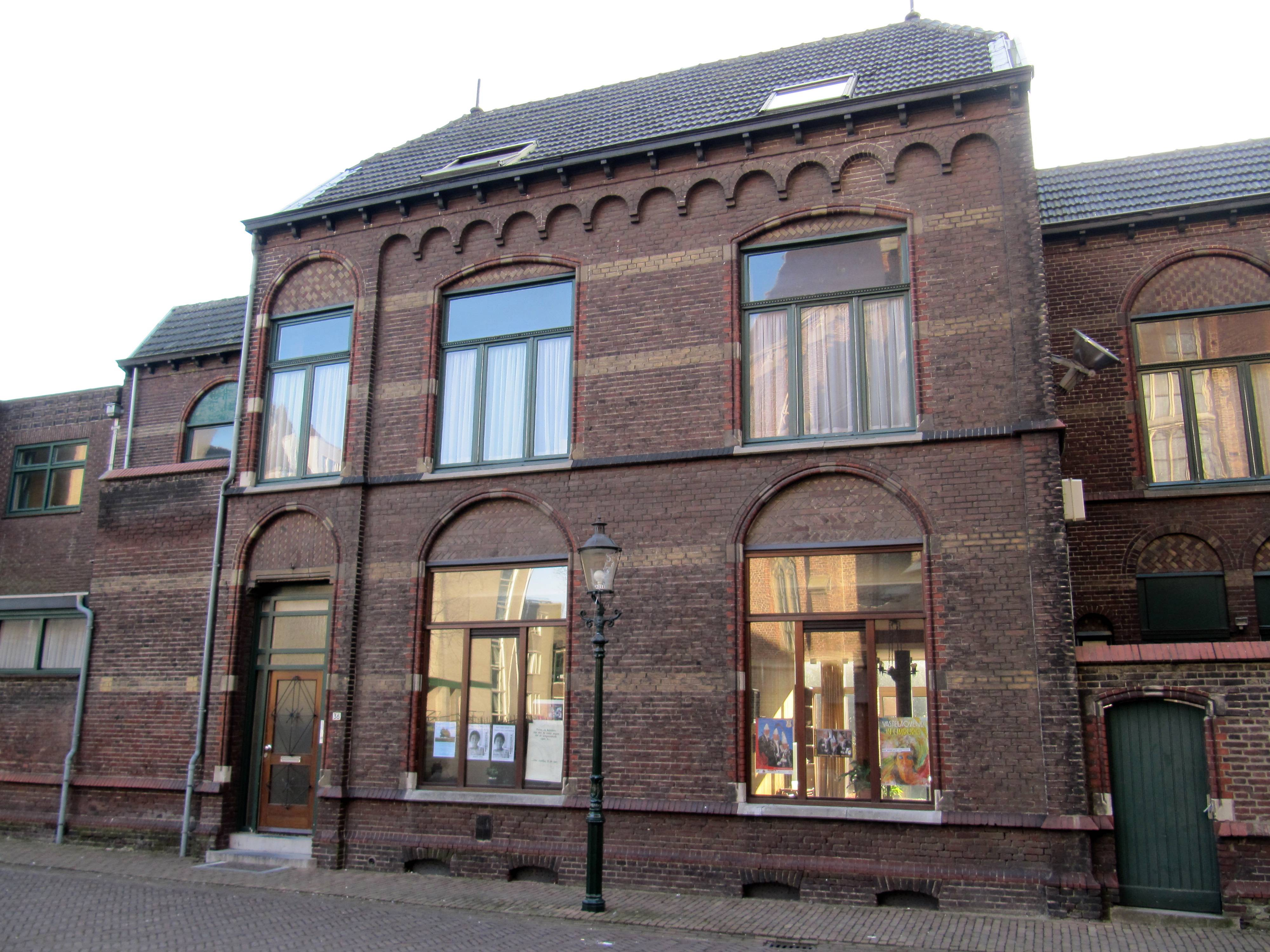
Secretariaat Jongerenwerk
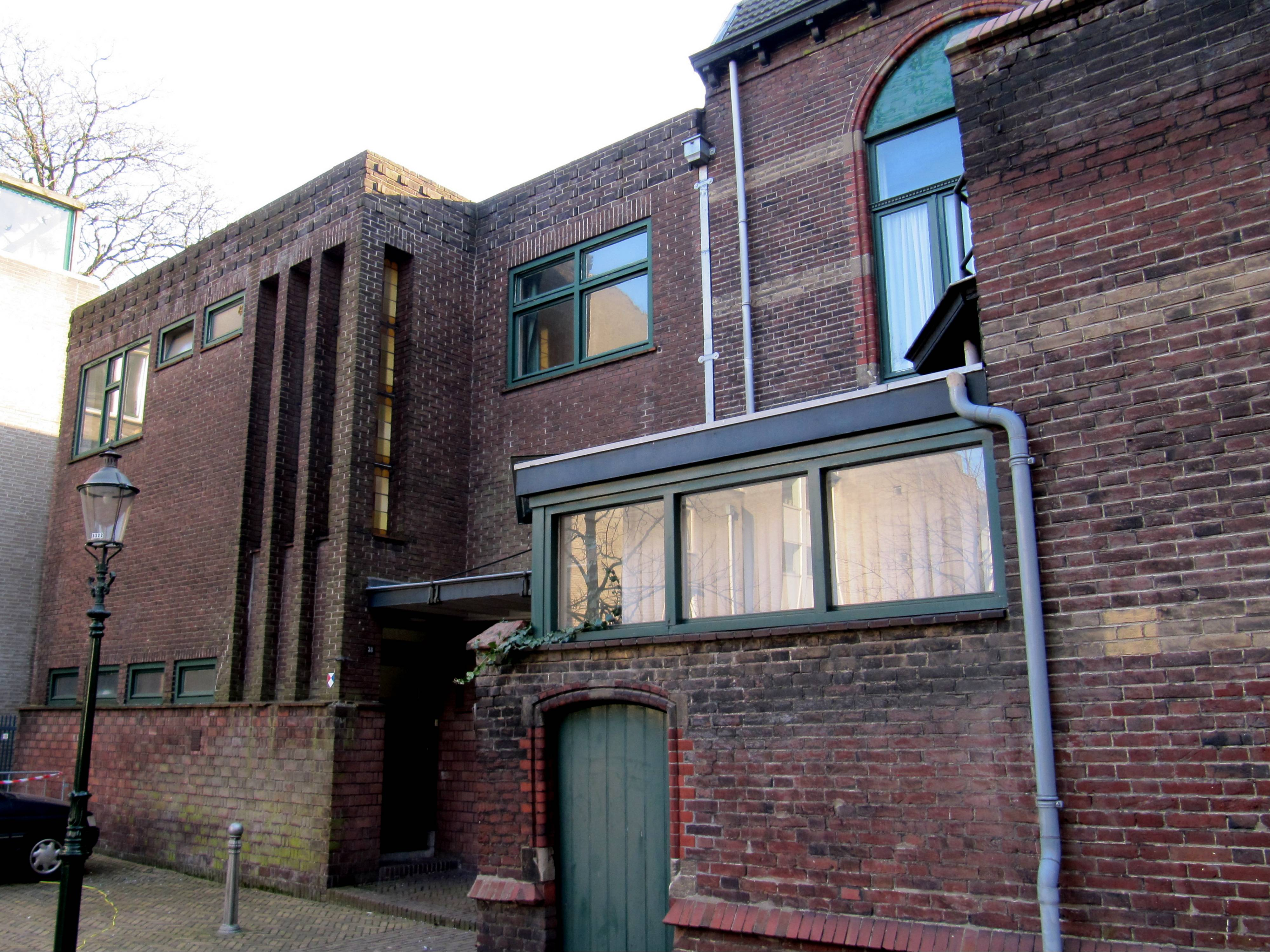
Repetitielokaal met bovenwoning